# William Storrs Cole
William Storrs Cole, genannt Storrs Cole, (* 16. Juli 1902 in Albany, New York; † 14. Juni 1989 in  Sun City, Arizona) war ein US-amerikanischer Paläontologe und Geologe.
Cole studierte Geologie an der Cornell University mit dem Bachelor-Abschluss 1925, dem Master-Abschluss 1928 und der Promotion 1930. Schon im Studium spezialisierte er sich auf Mikropaläontologie (Foraminiferen) und arbeitete 1927 als Erdölgeologe in Mexiko, was durch eine Malaria-Erkrankung beendet wurde, und 1930/31 war er Erdölgeologe für Sun Oil. 1931 wurde er Instructor für Geomorphologie an der Ohio State University, an der er 1945 Professor wurde. 1946 ging er wieder als Professor an die Cornell University, an der er von 1947 bis 1962 Vorstand der Geologie-Fakultät war. 1968 wurde er emeritiert.
Von 1947 bis 1975 war er Geologe beim United States Geological Survey und von 1929 bis 1947 Paläontologe beim Geological Survey von Florida. Er veröffentlichte vor allem über Foraminiferen, aber auch über Geomorphologie. 1953 war er Präsident der Paleontological Society.
Dank geschickter Börseninvestitionen baute er ein Vermögen auf, das es ihm auch ermöglichte, als Mäzen die Geological Society of America und die Cushman Foundation für Foraminiferen-Forschung zu unterstützen. 1953/54 war er Präsident der Cushman Foundation. 1983 erhielt er den Joseph A. Cushman Award. Er wohnte später in Sun City (Arizona) und entwickelte dort ein Interesse für die Hopi-Indianer und sammelte Kachina-Puppen.